# Mattia Colnaghi
Mattia Colnaghi (Monza, 26 de julho de 2008) é um automobilista ítalo-argentino que atualmente está competindo na temporada de 2025 da Eurocup-3 com a MP Motorsport e que irá competir no Campeonato de Fórmula 3 da FIA em 2026 com a equipe MP Motorsport. Ele conquistou o título do Campeonato Espanhol de F4 em 2024 e é membro da Red Bull Junior Team.

## Carreira

### Fórmula Regional

#### Grande Prêmio de Macau
Colnaghi fez sua estreia na Fórmula Regional com a equipe MP Motorsport durante o Grande Prêmio de Macau – Copa do Mundo de Fórmula Regional de 2024. Ele não terminou a corrida devido a um acidente no final da volta 13, mas foi classificado em 14º, já que completou 85% da corrida.

#### Eurocup-3
Colnaghi compete na temporada de 2025 da equipe Eurocup-3, continuando seu relacionamento com a equipe MP Motorsport.

### Fórmula 3
Em agosto de 2025, Colnaghi foi anunciado para competir no Campeonato de Fórmula 3 da FIA de 2026, permanecendo, mais uma vez, na equipe MP Motorsport.

### Fórmula 1
Em agosto de 2025, Colnaghi foi anunciado para se juntar ao programa de jovens pilotos da Red Bull Racing, o Red Bull Junior Team.